# Henriëtte Addicks
Henriëtte Addicks, eigenlijk Marie Henriette Louise Adriane Addicks (Amsterdam, 21 februari 1853 – aldaar, 2 mei 1920), was een Nederlands schilder en aquarellist. Ze wordt ook vermeld als H. Addiks.

## Leven en werk
Henriëtte Addicks was een dochter van horlogemaker Johannes Hermanus Addicks en Magdalena Catharina Legel. Ze kreeg zo'n 5 jaar les van de schilder Petrus Kiers, leerde aquarelleren van diens dochter Catharina Kiers en kreeg nog schilderles van Elisabeth Verwoerd.
Addicks gaf les aan huis in schilderen, tekenen en aquarelleren en was later als docent verbonden aan de Amsterdamse Industrieschool voor Vrouwelijke Jeugd. Emmy Seelig was een van haar leerlingen.
Addicks schilderde onder meer (bloem)stillevens en landschappen. Naar aanleiding van een tentoonstelling van leden van het Genootschap Kunstliefde bij Pictura Veluvensis in 1904 noemde de recensent van de Arnhemsche Courant Addicks "een talentvolle schilderes van wie we veel mogen verwachten, haar werk is een belofte, er zit gloed en geestkracht in." Ze nam verder onder andere deel aan tentoonstellingen van Levende Meesters (1895, 1907) en ledententoonstellingen van Sint Lucas in het Stedelijk Museum Amsterdam.
Henriëtte Addicks overleed op 67-jarige leeftijd en werd begraven op de Nieuwe Oosterbegraafplaats.
- Biografisch Portaal: 02291185
- RKD-Nederlands Instituut voor Kunstgeschiedenis: 435
- Virtual International Authority File: 4829164298367808630009